# Álex Felip
Alejandro 'Álex' Felip Selma (nacido el 3 de abril de 1992) es un futbolista español que juega en el Club Deportivo Alcora 
como mediocampista central.

## Trayectoria
Nacido en Castellón de la Plana, Comunidad Valenciana, Felip se unió al equipo juvenil de CD Castellón en 2004, a los 12 años.

### Club Deportivo Castellón
Hizo su debut como profesional en la temporada 2010-11, siendo relegado de Segunda División B.

### Getafe Club de Fútbol "B"
El 1 de agosto de 2013 Felip se trasladó a Getafe CF, siendo asignado a las reservas también en el tercer nivel.

### Getafe Club de Fútbol
El 14 de enero de 2015 jugó su primer partido con el primer equipo, a partir de una victoria en casa por 1-0 ante el UD Almería, para la Copa del Rey de la temporada.
Felip hizo su debut en la Liga cuatro días después, de entrar como sustituto de Sammir en la derrota 0-3 de local contra el Real Madrid.

### Elche CF
El jugador llegó al club ilicitano en verano de 2015 procedente del Getafe y se lesionó de gravedad en el tobillo durante la pretemporada, motivo por lo que el club no dio de alta su ficha a pesar de ser considerado futbolista de la primera plantilla a todos los efectos.
Tras haber recibido el alta médica y haberse reincorporado a los entrenamientos, el club ilicitano no puede tramitar su ficha al considerar, LaLiga, que el pasado año, al militar en el filial del Getafe, no contaba con contrato profesional.
Por ese motivo, se considera que el jugador se encuentra técnicamente en paro, por lo que el Elche esperó al mercado invernal para poder tramitar su licencia.
El 12 de agosto de 2016 fichó por el Racing Club de Ferrol.

## Clubes
| Club                      | País   | Periodo         |
| ------------------------- | ------ | --------------- |
| Club Deportivo Castellón  | España | 2011-2013       |
| Getafe Club de Fútbol "B" | España | 2013-2015       |
| Getafe Club de Fútbol     | España | 2015            |
| Elche Club de Fútbol      | España | 2016            |
| Racing Club de Ferrol     | España | 2016            |
| Atlético Saguntino        | España | 2017-2018       |
| Ontinyent Club de Futbol  | España | 2018-2019       |
| Club Lleida Esportiu      | España | 2019-2020       |
| CE L'Hospitalet           | España | 2020-2021       |
| CP El Ejido               | España | 2021-2022       |
| Club Deportivo Alcora     | España | 2022-Actualidad |